# Mastacomys fuscus
Mastacomys fuscus  (Thomas, 1882) è un roditore della famiglia dei Muridi, unica specie del genere Mastacomys (Thomas, 1882), endemico dell'Australia.

## Descrizione

### Dimensioni
Roditore di piccole dimensioni, con lunghezza della testa e del corpo tra 145 e 175 mm, la lunghezza della coda tra 100 e 130 mm, la lunghezza del piede tra 30 e 35 mm, la lunghezza delle orecchie tra 20 e 23 mm e un peso fino a 145 g.

### Caratteristiche craniche e dentarie
Il cranio e gli incisivi sono di forma e dimensioni normali, mentre i molari sono insolitamente larghi e robusti.
Sono caratterizzati dalla seguente formula dentaria:

### Aspetto
Il corpo è tozzo, con un muso corto e largo. La pelliccia è estremamente lunga e soffice. Il colore generale è bruno grigiastro scuro, con le punte dei peli più chiare. Le orecchie sono alquanto grandi e dello stesso colore del dorso. Le zampe sono scure con il dorso ricoperto di piccoli peli marrone scuro. I piedi hanno cinque dita, le piante sono provviste di sei cuscinetti carnosi, mentre i palmi delle zampe anteriori ne hanno cinque. La coda è più corta del corpo e della testa ed è ricoperta di sottili peli color marrone scuro. Le femmine hanno 2 paia di mammelle inguinali.

## Biologia

### Comportamento
Si rifugia tra i massi, gli arbusti e i ciuffi d'erba.

### Alimentazione
Si nutre di erba, foglie di arbusti, semi, funghi e bacche.

### Riproduzione
Le femmine danno alla luce due volte l'anno da uno a quattro piccoli. La gestazione dura circa 5 settimane.

## Distribuzione e habitat
Questa specie è diffusa nell'Australia sud-orientale e in Tasmania.
Vive nelle brughiere subalpine ed alpine, nelle foreste di sclerofille e nei boschi di papiro lungo i corsi d'acqua fino a 2.200 metri di altitudine.

## Tassonomia
Sono state riconosciute tre sottospecie:
- M.f.fuscus: Regioni montagnose dello stato di Victoria, Tasmania occidentale;
- M.f.mordicus † (Thomas, 1922): Monte Gambier, Australia meridionale;
- M.f.wombeyensis (Ride, 1956): regioni montagnose del Nuovo Galles del Sud sud-orientale.

## Conservazione
La IUCN Red List, considerato che la popolazione è diminuita del 30% negli ultimi 10 anni, classifica M.fuscus come specie prossima alla minaccia (NT).